# Bancroft (Nebraska)
Bancroft je selo u američkoj saveznoj državi Nebraska. Prema popisu stanovništva iz 2010. u njemu je živjelo 495 stanovnika.